# Devin Haney
Devin Miles Haney (San Francisco, California; 17 de noviembre de 1998) es un boxeador profesional estadounidense. Compite en la categoría de peso superligero. Anteriormente ostentó el título de campeón mundial indiscutido en la categoría de peso ligero, habiendo logrando la unificación de los títulos de la AMB, OMB, CMB y FIB, luego de su pelea contra el australiano George Kambosos Jr. el 5 de junio de 2022.

## Carrera profesional de Boxeador
Haney se convirtió en profesional a la edad de 16 años pero no pudo competir en los Estados Unidos debido a la regulación de edad mínima, por lo que sus primeras cuatro peleas fueron en México. A nivel regional ganó los títulos de peso ligero WBC Youth, IBF-USBA, IBF North American, WBC International, WBO Inter-Continental y WBA International como profesional.
El 2 de febrero de 2018, Haney estaba programado para pelear contra el filipino Harmonito De la Torre en una pelea de apertura de ocho asaltos. De la Torre tuvo problemas para obtener una visa y posteriormente se retiró de la pelea. Incapaz de encontrar un oponente, la fecha fue descartada.
El 11 de enero de 2019, Haney dominó a un oponente muy duro en Xolisani Ndongeni en el camino hacia una victoria por decisión unánime en 10 asaltos.
En abril de 2019, Haney firmó un acuerdo de promoción conjunta entre su propia compañía, Devin Haney Promotions, y Matchroom Boxing del promotor británico Eddie Hearn.
El 25 de mayo de 2019, Haney derrotó a Antonio Moran mediante un brutal nocaut en el séptimo asalto, en su primer combate bajo el estandarte de Matchroom.

### Campeón de peso ligero del CMB
En septiembre de 2019, Haney derrotó a Zaur Abdullaev (11-0) por el título interino de peso ligero del CMB, y luego se convirtió en el campeón mundial más joven (es decir, el último nacido) en boxeo cuando fue elevado como campeón de peso ligero del CMB después del anterior campeón de peso ligero del CMB, Vasyl Lomachenko. Fue ascendido a "campeón de franquicia" por el WBC.

#### Haney vs. Santiago
En la cartelera de KSI vs.Logan Paul II en noviembre de 2019, Haney hizo su primera defensa del título contra Alfredo Santiago (12-0), y ganó por decisión unánime. Se lesionó el hombro durante la pelea, requiriendo una cirugía que lo mantendría fuera hasta el verano de 2020. Mantuvo el título de "campeón en receso".

#### Haney vs. Gamboa
El 2 de octubre de 2020, se reveló que Haney haría la segunda defensa de su título de peso ligero del WBC contra el ex campeón de peso pluma Yuriorkis Gamboa, el 7 de noviembre de 2020. La pelea se llevó a cabo en el Hard Rock Live en Hollywood, Florida, y fue transmitida por DAZN. La mayoría de los medios predijeron una victoria fácil para el campeón reinante, lo cual se reflejó en las apuestas, con Haney como favorito con -5000. Haney ganó la pelea por decisión unánime dominante, con dos jueces otorgándole cada asalto de la pelea, mientras que el tercer juez puntuó 118-109 a favor de Haney. Gamboa fue penalizado con un punto en el undécimo asalto por sujetar. Haney superó a Gamboa en golpes totales (133 a 84) y en golpes de poder (82 a 63).

#### Haney vs. Linares
En lo que muchos consideraron la prueba más dura de la carrera de Haney hasta el momento, hizo la tercera defensa de su título de peso ligero del WBC contra el ex campeón mundial en tres categorías, Jorge Linares, el 29 de mayo de 2021. Ganó por decisión unánime con puntuaciones de 116-112, 116-112, 115-113 a su favor. Haney controló la acción durante la mayor parte de la pelea, pero fue lastimado cuando Linares lo atrapó con una combinación derecha-izquierda poderosa al final del décimo asalto. Haney sobrevivió los últimos dos asaltos mayormente sujetando a Linares y negando los intentos de su oponente de involucrarse. La multitud expresó su descontento con lo que percibieron como excesivo clinch, abucheando a Haney cuando saltó sobre las cuerdas en celebración al final del combate, así como durante el anuncio de la decisión oficial.

#### Haney vs. Díaz
Joseph Díaz había programado defender su título interino de peso ligero del WBC contra Ryan García el 27 de noviembre de 2021, hasta que García se retiró de la pelea debido a una lesión en la mano. Esto llevó a un intercambio en las redes sociales entre Haney y Díaz, culminando en un anuncio oficial el 3 de noviembre de que Díaz ahora desafiaría por el título mundial completo de Haney el 4 de diciembre, en lugar de defender su título interino contra García. La noche del combate, Haney derrotó a Díaz por decisión unánime, con puntuaciones de 117-111, 117-111, 116-112 a su favor. Después de la pelea, el vencedor anunció su deseo de enfrentar al campeón unificado George Kambosos Jr. por todos los títulos mundiales importantes en la división de peso ligero, declarando, "Hagámoslo por todos los cinturones. El verdadero indiscutible."

### Campeón indiscutible de peso ligero

#### Haney vs. Kambosos Jr.
En junio de 2022, frente a una multitud agotada en Melbourne, Australia, Haney derrotó a George Kambosos Jr. por puntos, convirtiéndose en el primer campeón indiscutible de peso ligero en la era de los cuatro cinturones. Los jueces puntuaron el combate 116-112, 116-112, 118-110, todos a favor de Haney. El acuerdo para la pelea incluía una cláusula de revancha automática que Kambosos ejerció, con la revancha ocurriendo en octubre de 2022 en Australia.

#### Haney vs. Kambosos Jr. II
Devin Haney y George Kambosos Jr. se enfrentaron en su revancha en el Rod Laver Arena de Melbourne, Australia, el 16 de octubre de 2022. Haney derrotó a Kambosos por decisión unánime con puntuaciones de 118-110 (dos veces) y 119-109.

#### Haney vs. Lomachenko
El 29 de marzo de 2023, se confirmó que Haney haría una segunda defensa de sus títulos indiscutibles de peso ligero contra el ex campeón unificado de peso ligero Vasiliy Lomachenko el 20 de mayo de 2023, en el MGM Grand Garden Arena en Paradise, Nevada, EE. UU.
Con Lomachenko como el desfavorecido por primera vez en su carrera, gran parte del combate resultó ser muy disputado, con ambos hombres encontrando éxito, Lomachenko puntuando con combinaciones limpias a la cabeza, mientras que Haney contraatacó consistentemente con sólidos golpes al cuerpo. Hacia el final de la pelea, Lomachenko se volvió cada vez más dominante, encontrando éxito particular en los asaltos 10 y 11. Sin embargo, Haney se recuperó para ganar el asalto final en las tarjetas de los tres jueces.
Finalmente, Haney ganó la pelea y retuvo sus títulos mundiales por decisión unánime, con puntuaciones de 116-112, 115-113 y 115-113. Sin embargo, la decisión fue muy disputada, ya que muchos espectadores sintieron que Lomachenko había hecho lo suficiente para ganar, incluidos los boxeadores Shakur Stevenson y Jorge Linares, quienes habían predicho previamente una victoria de Haney. La tarjeta de puntuación del juez Dave Moretti, que dio el asalto 10 a Haney a pesar de la dominación de Lomachenko en ese asalto, fue muy criticada. Otros argumentaron que, dado que la pelea había sido cerrada, un resultado estrecho a favor de Haney no era irrazonable. Las estadísticas de golpes de CompuBox sugirieron que Haney había lanzado 110 de 405 golpes (27%), mientras que Lomachenko lanzó 124 de 564 (22%), con ambos boxeadores superándose en cinco asaltos cada uno, siendo los otros dos asaltos iguales. Lomachenko creía haber ganado y su equipo posteriormente declaró que presentarían una apelación respecto al resultado. Haney, por su parte, elogió a Lomachenko, llamándolo su oponente más duro hasta la fecha.
Independientemente del resultado, la pelea y las actuaciones de ambos hombres fueron ampliamente elogiadas. Fue descrita por múltiples relatos como "emocionante", con la exhibición de Lomachenko contra un oponente sustancialmente más joven y más grande siendo altamente elogiada. Posteriormente, Haney fue multado con $25,000 por empujar violentamente a Lomachenko durante los enfrentamientos previos al pesaje.

##### Controversia
Haney afirmó que podría vencer al campeón unificado de peso ligero Vasyl Lomachenko durante una entrevista con 78SportsTV en abril de 2020. Cuando se le preguntó si "acabaría con la exageración de Loma", Haney dijo: "Te diré esto. Nunca perderé contra un chico blanco en mi vida. No me importa lo que nadie tenga que decir. Si peleo con un chico blanco 10 veces, voy a golpearlo 10 veces". Haney fue criticado por este comentario, y muchos dijeron que era racismo contra los blancos. Haney salió en Twitter después y dijo: "No soy racista y nunca seré racista. Estoy persiguiendo la grandeza". También dijo que habló con el presidente del CMB, Mauricio Sulaimán, y "le confirmé directamente mi compromiso de ser un modelo a seguir y mi rechazo absoluto a la discriminación de cualquier tipo". Los comentarios de Haney fueron comparados con la declaración de Bernard Hopkins que decía "nunca dejaría que un chico blanco me ganara", antes de su pelea con Joe Calzaghe, que Hopkins perdió.

### Campeón de Peso Súperligero del WBC

#### Haney vs. Prograis
El 9 de diciembre de 2023, en un Chase Center casi agotado en San Francisco, California, Haney subió de categoría y desafió a Regis Prograis por el título de peso súper ligero del WBC.
A pesar de ser su primera pelea en el peso súper ligero, Haney dominó a Prograis de principio a fin, ganando todos los asaltos en las tarjetas de los tres jueces y derribándolo en el tercer asalto con un derechazo. Haney tambaleó a Prograis varias veces más en los asaltos intermedios, pero pareció reacio a buscar el final y en su lugar confió en su fórmula ganadora de atacar y retroceder. Prograis, quien recibió un corte sobre la nariz y una hinchazón alrededor del ojo, no tuvo respuestas para Haney, lanzando solo 36 golpes contra los 129 de Haney, según CompuBox.
Los tres jueces puntuaron la pelea 120-107, mientras Haney añadía otro cinturón para convertirse en campeón mundial en dos categorías a los 25 años.

#### Haney vs. García
Haney vs Ryan García fue firmado para el 20 de abril de 2024 en Brooklyn, Nueva York, por el título de peso súper ligero del WBC. Dos días antes de la pelea, García acordó una apuesta con Haney de que pagaría $500,000 por cada libra por encima del límite si no lograba el peso. García pesó por encima del límite con 143.2 libras, haciendo que la pelea no fuera por el título y perdería hasta $600,000 de su bolsa a favor de Haney.
Haney fue derribado tres veces por García durante los 12 asaltos del combate y perdió por decisión mayoritaria. Un juez puntuó el combate 112-112, pero fue superado por puntuaciones de 114-110 y 115-109 a favor de García, quien superó a Haney 106-87 en golpes totales y 95-45 en golpes de poder, según CompuBox. 
El 20 de junio, el combate fue cambiado a un sin resultado, García fue multado con 1.1 millones y suspendido por un año debido al uso de Ostarine después de aceptar un acuerdo en lugar de llevarlo a juicio.

## Campeonatos

### Mundiales
- Campeón Mundial de peso ligero de la WBC.

- Campeón Mundial de peso ligero de la WBA (Super).

- Campeón Mundial de peso ligero de la WBO.

- Campeón Mundial de peso ligero de la IBF.

- Campeón Mundial de peso ligero de The Ring.

- Campeón Mundial Lineal de peso ligero.

- Campeón Mundial de peso superligero de la WBC.

### Internacionales
- Campeón internacional de la WBA en peso ligero.
- Campeón internacional de la WBC en peso ligero.
- Campeón intercontinental de la WBO en peso ligero.
- Campeón norteamericano de la IBF en peso ligero.
- Campeón de la USBA en peso ligero.
- Campeón Youth de la WBC en peso ligero.

## Controversias por declaraciones racistas
En abril de 2020, Haney declaró que podría derrotar al campeón unificado de peso ligero Vasiliy Lomachenko durante una entrevista con 78SportsTV. Cuando se le preguntó si podía "terminar el hype de Loma", Haney dijo, "Te diré esto. Nunca perderé contra un chico blanco en mi vida. No me importa lo que alguien diga. Pelearé con un chico blanco 10 veces, y voy a vencerlo 10 veces." Haney fue criticado por este comentario. En mayo de 2023, Haney venció a Lomachenko en una controversial decisión de los jueces. Luego de la pelea, Haney anunció en Twitter, "No soy racista, y nunca seré racista. Estoy persiguiendo la grandeza." También dijo que habló con el presidente de la WBC Mauricio Sulaimán y "le confirmo directamente mi misión de ser un modelo a seguir y mi absoluto rechazo a cualquier tipo de discriminación." Los comentarios de Haney fueron comparados a las declaraciones de Bernard Hopkins de que él "nunca dejaría que un chico blanco me venciera" antes de su pelea con Joe Calzaghe.

## Récord profesional
| 31 Ganadas (15 KOs), 1 sin resultado |          |                            |               |              |            |                                                            | |
| Res.                                 | Récord   | Oponente                   | Tipo          | Rd., Tiempo  | Fecha      | Localidad                                                  | Notas. |
| Sin resultado                        | 31-0 (1) | Ryan García                | Sin resultado | 12           | 20/04/2024 | Barclays Center, Brooklyn, Nueva York                      | Originalmente una victoria por decisión mayoritaria para García, luego se dictaminó sin resultado después de que diera positivo en una prueba de drogas; El título superligero del WBC no estaba en juego porque García no dio el peso. |
| G                                    | 31-0     | Regis Prograis             | UD            | 12           | 09/12/2023 | Chase Center, San Francisco, California                    | Gana el Título Mundial de la WBC en el peso superligero. |
| G                                    | 30-0     | Vasyl Lomachenko           | UD            | 12           | 20/05/2023 | MGM Grand Garden Arena, Las Vegas, Nevada                  | Retiene los Títulos Mundiales de la WBA, WBC IBF, WBO, The Ring y Lineal en Peso ligero. |
| G                                    | 29-0     | George Kambosos Jr.        | UD            | 12           | 16/10/2022 | Rod Laver Arena, Melbourne, Australia                      | Retiene los Títulos Mundiales de la WBA, WBC, IBF, WBO, The Ring y Lineal en Peso ligero. |
| G                                    | 28-0     | George Kambosos Jr.        | UD            | 12           | 05/06/2022 | Marvel Stadium, Melbourne, Australia                       | Gana los Títulos Mundiales de la WBA, WBC (Franquicia), WBO, IBF, The Ring y Lineal en Peso ligero. Retiene el Título Mundial de la WBC del Peso ligero.                                                                                |
| G                                    | 27-0     | Joseph Diaz                | UD            | 12           | 04/12/2021 | MGM Grand Garden Arena, Paradise, Nevada                   | Retiene el Título Mundial de la WBC del peso ligero. |
| G                                    | 26-0     | Jorge Linares              | UD            | 12           | 29/05/2021 | Michelob Ultra Arena, Paradise, Nevada                     | Retiene el Título Mundial de la WBC del peso ligero. |
| G                                    | 25-0     | Yuriorkis Gamboa           | UD            | 12           | 07/11/2020 | Hard Rock Live, Hollywood, Florida                         | Retiene el Título Mundial de la WBC del peso ligero. |
| G                                    | 24-0     | Alfredo Santiago           | UD            | 12           | 09/11/2019 | Staples Center, Los Ángeles, California                    | Retiene el Título Mundial de la WBC del peso ligero. |
| G                                    | 23–0     | Zaur Abdullaev             | RTD           | 4 (12), 3:00 | 13/09/2019 | Hulu Theater, New York City, New York                      | Gana el Título Mundial interino vacante de la WBC del peso ligero. |
| G                                    | 22–0     | Antonio Moran              | KO            | 7 (12), 2:32 | 25/05/2019 | MGM National Harbor, Oxon Hill, Maryland                   | Retiene el título Internacional de la WBC y el título Intercontinental de la WBO. Gana el vacante título Internacional de la WBA. |
| G                                    | 21–0     | Xolisani Ndongeni          | UD            | 10           | 11/01/2019 | StageWorks, Shreveport, Luisiana                           | Gana el título Internacional de la WBC y el título Intercontinental de la WBO del peso ligero. |
| G                                    | 20–0     | Juan Carlos Burgos         | UD            | 10           | 28/09/2018 | Pechanga Resort & Casino, Temecula, California             | Gana el título Norteamericano de la IBF del peso ligero. |
| G                                    | 19–0     | Mason Menard               | RTD           | 9 (10), 3:00 | 11/05/2018 | 2300 Arena, Filadelfia, Pensilvania                        | Gana el título vacante USBA del peso ligero |
| G                                    | 18–0     | Hamza Sempewo              | TKO           | 5 (6), 1:39  | 04/11/2017 | Buckhead Fight Club, Atlanta, Georgia                      | |
| G                                    | 17–0     | Enrique Tinoco             | UD            | 8            | 22/09/2017 | SugarHouse Casino, Filadelfia, Pensilvania                 | |
| G                                    | 16–0     | Miguel Ángel Pérez Aispuro | KO            | 5 (8), 1:51  | 24/06/2017 | Agua Caliente Casino Resort Spa, Rancho Mirage, California | |
| G                                    | 15–0     | Héctor García              | UD            | 8            | 15/04/2017 | Salón Sindicato Alba Roja, Tijuana, México                 | |
| G                                    | 14–0     | Maximino Toala             | TKO           | 4 (10), 1:34 | 04/03/2017 | Salón Sindicato Alba Roja, Tijuana, México                 | Gana el título vacante WBC Youth del peso ligero |
| G                                    | 13–0     | Daniel Armando Valenzuela  | KO            | 2 (8), 0:56  | 28/01/2017 | AS Boxing Arena, Tijuana, México                           | |
| G                                    | 12–0     | Odilon Rivera Meza         | TKO           | 1 (8), 1:49  | 12/01/2017 | Escape Bar, Tijuana, México                                | |
| G                                    | 11–0     | Carlos Antonio Ávila       | TKO           | 5 (6), 1:45  | 21/10/2016 | Grand Hotel, Tijuana, México                               | |
| G                                    | 10–0     | Mike Fowler                | TKO           | 5 (6), 1:19  | 15/09/2016 | 2300 Arena, Filadelfia, Pensilvania                        | |
| G                                    | 9–0      | Carlos Castillo            | UD            | 6            | 27/08/2016 | The Meadows Racetrack and Casino, Washington, Pensilvania  | |
| G                                    | 8–0      | Javier Meraz               | TKO           | 2 (6), 1:45  | 12/08/2016 | Grand Hotel, Tijuana, México                               | |
| G                                    | 7–0      | Clay Burns                 | UD            | 6            | 25/06/2016 | Belle of Baton Rouge, Baton Rouge, Luisiana                | |
| G                                    | 6–0      | Jairo Fernández Vargas     | UD            | 4            | 21/05/2016 | Downtown Las Vegas Event Center, Las Vegas, Nevada         | |
| G                                    | 5–0      | Rafael Vázquez             | TKO           | 1 (6), 1:06  | 09/04/2016 | MGM Grand Garden Arena, Paradise, Nevada                   | |
| G                                    | 4–0      | Roman Melendez             | TKO           | 1 (6), 2:26  | 19/03/2016 | Billar El Perro Salado, Tijuana, México                    | |
| G                                    | 3–0      | Jorge Edgar Sillas         | UD            | 6            | 20/02/2016 | Billar El Perro Salado, Tijuana, México                    | |
| G                                    | 2–0      | José Iniguez               | TKO           | 1 (4), 1:36  | 18/12/2015 | Billar El Perro Salado, Tijuana, México                    | |
| G                                    | 1–0      | Gonzalo López              | TKO           | 1 (4), 0:33  | 11/12/2015 | Billar El Perro Salado, Tijuana, México                    | Debut profesional |